# Eksperyment pedagogiczny
Eksperyment pedagogiczny (łac. experimentum – doświadczenie, badanie) – metoda badań pedagogicznych oparta głównie na technice obserwacji (przy czym nie każda obserwacja jest eksperymentem, za to każdy eksperyment ma związek z obserwacją, sam będąc od niej bardziej złożony), szczególny rodzaj eksperymentu naturalnego, który znajduje swoje zastosowanie w oświacie, dydaktyce oraz wychowaniu.
W Polsce zasady przeprowadzania tego typu działalności reguluje Rozporządzenie Ministra Edukacji Narodowej i Sportu z dnia 9 kwietnia 2002 roku w sprawie warunków prowadzenia działalności innowacyjnej i eksperymentalnej przez publiczne szkoły i placówki.

## Definicja
Próbę zdefiniowania, czym jest eksperyment pedagogiczny podejmuje Tadeusz Pilch.
Stwierdza on, że:
Eksperyment pedagogiczny to taka metoda badawcza, która bada określony wycinek rzeczywistości pobudzając go do zmian. Zmiany te dotyczą zachodzących w tej rzeczywistości wychowawczej procesów wychowawczych i dokonują się pod wpływem nowych czynników, które są do tej rzeczywistości wprowadzane w trakcie badań. Następuje również obserwacja tych zmian w eksperymencie pedagogicznym.
Władysław Zaczyński określa jako eksperyment pedagogiczny specyficzny rodzaj badania walorów wychowawczych, charakteryzujący się świadomym wprowadzeniem do określonego procesu wychowawczego nowego czynnika (nazwanego przez niego "eksperymentalnym"), a następnie obserwację zmian powstałych pod jego wpływem.
Określenie eksperymentu pedagogicznego jako metody czy techniki badawczej nie jest przyjmowane przez część pedagogów, a duża liczba ludzi poddaje eksperyment pedagogiczny krytyce.
Tadeusz Kotarbiński podaje w wątpliwość funkcje poznawcze, a nawet rzetelność naukową eksperymentu, jako metody na gruncie pedagogicznym.
Metoda prowadzi do cennych domysłów, nawet do cennych uogólnień, lecz na ogół bywa słusznie krytykowana, jako naiwna i mało wydajna.
Maurice Duverger przedstawia opinię, że podobną rolę do eksperymentu pedagogicznego może spełniać metoda porównawcza, a ponadto nie wiąże się ona z tak wieloma zastrzeżeniami metodologicznymi czy etycznymi. Jest ona jednak mało upowszechniona i rzadko stosowana na gruncie pedagogiki.

## Praktyka
Aby przeprowadzić eksperyment pedagogiczny, należy wybrać jakąś konkretną zbiorowość (np. klasę) lub proces, a następnie wprowadzić do takiego układu odpowiednio dobrany czynnik mający teoretycznie wywołać przewidywane zmiany. Czynnik taki ma na celu zwiększenie efektywności pracy dydaktyczno-wychowawczej w warunkach najbardziej zbliżonych do naturalnych warunków nauki i życia szkolnego.

### Etapy badań
Zaczyński dzieli przeprowadzanie eksperymentu pedagogicznego na etapy:
1. Etap sytuacji problemowej
2. Etap formułowania problemu
3. Etap formułowania hipotezy roboczej
4. Etap przewidywań skutków (etap rozumowania)
5. Etap przygotowania weryfikacji zewnętrznej hipotezy roboczej 
  - Bliższe określenie badanej populacji
  - Oznaczenie treści, na których mają być realizowane badania
  - Ustalenie koniecznego i możliwego czasu badań
  - Zdefiniowanie i scharakteryzowanie tych zjawisk, które mają być przedmiotem naszej szczegółowej badawczej uwagi
  - Wybór i opisanie metody badania
6. Etap empirycznego weryfikowania hipotezy
7. Sprawdzenie słuszności rozwiązań (prawdziwości wyników)
8. Wnioskowanie końcowe

### Technika
Do przeprowadzenie eksperymentu pedagogicznego stosuje się różne techniki. Ich podstawą jest założenie, że możliwie najlepsze rezultaty uzyskuje się przy doprowadzeniu do stanu, w jakim metoda pracy w grupach, w których przeprowadzane jest badanie, jest między nimi jedyną różnicą.
Przy analizie należy zwrócić także uwagę na tzw. zmienną pośredniczącą (spowodowane to jest m.in. tym, że w szkole – terenie naturalnym eksperymentu – pojawiają się czynniki pośrednio wpływające na przebieg eksperymentu np. typ zarządzania szkoły, relacje interpersonalne pracowników czy czas zajęć lekcyjnych).
Ważną kwestią przy eksperymencie pedagogicznym są problemy natury etycznej. Nie wszystkie rodzaje działalności są w jego obrębie dopuszczalne. Nie powinno się świadomie wprowadzać szkodliwych czynników (zmiennych niezależnych) do układów badawczych.
Podczas przygotować do eksperymentu pedagogicznego (i w ogóle jakiegokolwiek innego) ważne jest wysunięcie hipotez roboczych. Jest to sposób na kontrolę zależności pomiędzy zmiennymi i wpływa on na przebieg całego badania (a zatem wymaga to dużej precyzji i rzetelności).

#### Technika jednej grupy
Jest to najprostsza technika eksperymentalna. W praktyce polega ona na wprowadzeniu do zastanej sytuacji czynnika eksperymentalnego, a następnie na mierzeniu zmian powstałych pod jego wpływem w taki sposób, aby było możliwe porównanie stanu początkowego ze stanem końcowym.
Technikę tę można przedstawić za pomocą schematu:
S - (Bp - C - Bk - W1)... (Bp - Cx - Bk - W2)
gdzie:
- S – sytuacja
- Bp – badania początkowe
- Bk – badania końcowe
- C – czynnik zastany
- Cx – czynnik eksperymentalny (zmienna niezależna czyli objaśniająca)
- W – różnica stwierdzona w badaniu początkowym i końcowym

Przystępując do eksperymentu, nauczyciel bada sytuację zastaną, prowadząc w danej klasie zajęcia tradycyjną metodą, a w badaniu końcowym dokonuje pomiaru zmian. Wynik wartości W1 to porównanie wyniku badania początkowego i końcowego. Następnie wprowadza niezależną zmienną Cx (będącą wynikiem eksperymentalnym), powtórnie badając sytuację wyjściową. Po wprowadzeniu zajęć metodą eksperymentalną, powtórnie badany jest wynik pracy dydaktycznej. Różnicą między rezultatem badania początkowego i końcowego to wynik o wartości W2. Oznaką, że metoda eksperymentalna daje lepsze wyniki niż tradycyjna, jest wartość W2 większa od W1.

#### Technika grup równoległych
Podstawowymi wymaganiami do przeprowadzenia eksperymentu za pomocą tej techniki jest wyłonienie dwóch grup (eksperymentalnej i kontrolnej) przy zachowaniu zrównoważenia ilości, wieku, płci oraz poziomu społecznego i umysłowego członków obu grup (co ustala się dzięki obserwacjom, wywiadom oraz opiniom nauczycieli).
Zmienne niezależne (które stanowią czynnik eksperymentalny) zostają wprowadzone tylko do jednej z grup (eksperymentalnej). Kontrola zmiennych niezależnych i pośredniczących następuje poprzez przeprowadzenie (na początku oraz na końcu) badań.
Technika ta wysuwa pewne wątpliwości części pedagogów, bowiem wiąże się ona z ryzykiem, że rezultaty uzyskane w ten sposób w grupie eksperymentalnej nie są spowodowane celowo wprowadzonym czynnikiem, lecz jakimkolwiek innym (mogą to być np. szczególne uzdolnienia psychiczne osób pochodzących z grupy eksperymentalnej). Ryzyka tego nie da się wyeliminować, za to da się go zmniejszyć przez dokładne poznanie uczniów, a w efekcie dokładniejszy wybór członków obu grup.

#### Technika rotacji
Do zastosowania tej techniki potrzebne są dwie grupy porównawcze. Grupą eksperymentalną jest ta, która wykazała się w badaniach początkowych słabszymi wynikami pod określonymi względami. Grupa lepsza jest grupą kontrolną. Po zrealizowaniu określonego programu zostaje przeprowadzone w grupach porównawczych badanie etapowe, po którym następuje zamiana charakteru grup. Grupa eksperymentalna zostaje grupą kontrolną i odwrotnie. Po wykonaniu takiego samego jak poprzednio programu w grupie eksperymentalnej przeprowadza się badania końcowe.
Technika ta jest uważana za lepszą od innych, ponieważ pozwala na zachowanie naturalności warunków badania. W normalnych warunkach pracy szkoły jest ona jednak bardzo trudna do zastosowania.

### Błędy
Podejmując się eksperymentu pedagogicznego należy zapoznać się z całą dostępną wiedzą, jaka w danej dziedzinie jest dostępna. Podstawowym błędem w prowadzeniu badań (nie tylko w pedagogice) jest rozłączenie ich od założeń teoretycznych (brak uzasadniania doboru takich a nie innych zmiennych niezależnych itp.). Działanie odwrotne prowadzi do popadnięcia w praktycyzm oraz ma bardzo wąski zasięg. Błędy mogą występować również z powodu braku lub niewystarczającej kontroli nad zmiennymi niezależnymi i zależnymi.
Inne błędy:
- brak tzw. układów odniesienia, które warunkują obiektywizm w orzekaniu o wynikach,
- zbyt mała koncentracja na odpowiednim doborze grupy eksperymentalnej i grupy kontrolnej,
- nieodpowiedni czas przeznaczony na trwanie eksperymentu,
- nieodpowiednia liczba grup porównawczych,
- przesadne nagłośnienie eksperymentu (powoduje ono zanik spontaniczności w zachowaniu się uczniów i nauczycieli, wśród których przeprowadza się badania).

## Efekty
Efektami eksperymentów pedagogicznych są m.in.:
- ocena efektów inicjatyw wychowawczo-edukacyjnych podejmowanych przez nauczyciela,
- ocena wartości nowych metod nauczania,
- określenie nowych metod wychowawczych,
- określenie skutków konkretnych działań wychowawcy.

Efekty końcowe eksperymentu pedagogicznego nie dotyczą jedynie badanego układu, ale także przyczyniają się do powiększenia zasobu wiedzy i zakresu informacji w danej dziedzinie.

## Lista eksperymentów pedagogicznych
Lista obejmuje część znanych eksperymentów pedagogicznych przeprowadzonych na większą skalę lub takich, których wyniki uwzględniono w pracy pedagogicznej znacznej liczby placówek oświatowych.

### Polskie eksperymenty pedagogiczne
- Eksperyment lubelski
- Eksperyment łódzki
- Eksperyment mikołowski
- Eksperyment poznański
- Eksperyment warszawski
- Eksperyment złotowski

### Radzieckie eksperymenty pedagogiczne
- Eksperyment 50 szkół
- Eksperyment 500 szkół